# لیو یالی (بازیکن فوتبال)
لیو یالی (انگلیسی: Liu Yali؛ زادهٔ ۹ فوریهٔ ۱۹۸۰) بازیکن فوتبال اهل چین است.